# 완충국
완충국(緩衝國)은 강대국 사이에 약소국이나 중립지역이 개재하여 강대국이 충돌하는 위험성을 완화하는 지위에 있는 약소국을 뜻한다. 영세중립국은 이런 종류의 완충국의 일례이다.

## 같이 보기
- 완충 지대